# Tatum O'Neal
Tatum Beatrice O'Neal (Los Angeles, Californië, 5 november 1963) is een Amerikaans actrice, voornamelijk bekend van haar werk als kindsterretje in de jaren zeventig van de twintigste eeuw. Zij is tot op de dag van vandaag de jongste winnaar van een Academy Award in competitie.

## Biografie
Tatum O'Neal is de dochter van acteurs Ryan O'Neal en Joanna Cook Moore. Ze heeft een jongere broer, Griffin, die eveneens acteur is. Haar ouders scheidden in 1967 en haar vader hertrouwde met actrice Leigh Taylor-Young, de moeder van haar halfbroer Patrick, die voor een tijd getrouwd was met actrice Rebecca De Mornay. Haar vader heeft ook nog een zoon uit zijn relatie met actrice Farrah Fawcett, Redmond genaamd. Haar moeder stierf in 1997 op 63-jarige leeftijd aan de gevolgen van longkanker.
Ze was negen jaar oud toen ze in 1973 haar filmdebuut maakte in Paper Moon van Peter Bogdanovich. In die film speelde ze de rol van Addie Loggins, een grofgebekt, sigarettenrokend meisje dat tijdens de Grote Depressie les in zwendel krijgt van een criminele vader, gespeeld door haar eigen vader Ryan O'Neal. Voor haar rol in de film won Tatum de Academy Award voor Beste Vrouwelijke Bijrol en werd daarmee de jongste persoon die in competitie een Academy Award won (tot 1961 werd onregelmatig een Juvenile Award uitgereikt aan kindacteurs, onder wie Shirley Temple, Judy Garland en Mickey Rooney, maar voor de Academy Award werd niemand genomineerd en de prijs viel dus buiten de competitie).
Door het winnen van de Oscar kon ze voor haar volgende project, The Bad News Bears uit 1976, hogere salariseisen stellen. Voor de film ontving ze uiteindelijk $350.000 en negen procent van de opbrengsten. Ze is daarmee de bestbetaalde kindster in de geschiedenis van de film. De film, een komedie over een zwak honkbaljeugdteam met O'Neal als het enige vrouwelijke lid, was een groot succes. Haar volgende film, het eveneens in 1976 uitgebrachte Nickelodeon, trok minder publiek. In 1980 was ze oud genoeg om tieners te spelen, zoals in Little Darlings, waarin ze te zien is als een meisje op zomerkamp die haar maagdelijkheid probeert te verliezen.
Naarmate O'Neal ouder werd, was ze minder in films te zien. Dankzij haar huwelijk met tennisser John McEnroe in 1986 bleef ze in de publiciteit. Het stel kreeg samen drie kinderen, zonen Kevin (1986) en Sean (1987) en dochter Emily (1991). O'Neal en McEnroe gingen in 1992 uit elkaar. Na een lange strijd kreeg McEnroe de voogdij over de kinderen toegewezen.
Lange tijd stond haar acteercarrière op een laag pitje, alhoewel ze in 1992 haar toneeldebuut maakte in het stuk A Terrible Beauty. Na de millenniumwisseling was ze weer vaker op televisie te zien, zoals een terugkerende rol in de serie Rescue Me en de hoofdrol in de serie Wicked Wicked Games. Ook deed ze in 2006 als deelnemer mee aan de Amerikaanse versie van Dancing with the Stars. Ze was de tweede deelnemer die de show verliet.
In 2004 verschenen haar memoires, A Paper Life.